# Renault Scénic
De Renault Scénic was de eerste Europese auto in zijn klasse: een vijfzitter op basis van het chassis van een hatchback (de Mégane die een jaar eerder werd uitgebracht). Maar door het hoge dak had hij toch de uitstraling van een MPV, en door de makkelijk uit te nemen stoelen heeft de auto erg veel ruimte. De Scénic moest de voordelen van een MPV combineren met de wendbaarheid en veiligheid van een groter model. Eind 1996 werd de auto onder de toenmalige naam Mégane Scénic uitgeroepen tot Auto van het jaar 1997. In 1999 heeft Renault van de Scénic een zelfstandig model gemaakt en is Megáne uit de naam geschrapt. In 2003 verscheen de tweede generatie; in 2009 de derde generatie, ook wel aangeduid als Scénic III. Een aangepaste versie (Scénic III ph2) werd in 2010 op de markt gebracht.

## Achterbank
De achterbank bestaat uit drie delen die elk een veiligheidsgordel hebben. Elk van de drie delen is apart in te klappen, maar het is mogelijk om ieder deel binnen een minuut uit de auto te halen, waardoor een zeer grote laadruimte ontstaat. Wanneer alleen het middelste stoeldeel is ingeklapt, ontstaat een klein tafeltje of armsteun op de achterbank, en is de kofferruimte achter de stoelen ook gemakkelijk vanuit de auto te benaderen. Het is ook mogelijk om het middelste stoeltje weg te laten en de twee grote stoelen meer ruimte te geven door ze naar het midden te plaatsen. Ze kunnen daardoor ook verder naar achteren leunen en schuiven.

## Opbergruimte
De Scénic telt veel opbergvakjes. Elk van de portieren is voorzien van vakjes, maar ook voor de voor- (Scenic vanaf 2003) en achterstoelen zitten vakjes in de bodem. Onder de op te klappen achterbankdelen zit een opbergruimte die middels drie klepjes te bereiken is als de stoel naar voren is geklapt (1996-2003). Hierin passen de hoofdsteunen van de achterstoelen. In de zijpanelen van de kofferruimte zijn ook afsluitbare opbergvakjes (1996-2003).

## Eerste generatie

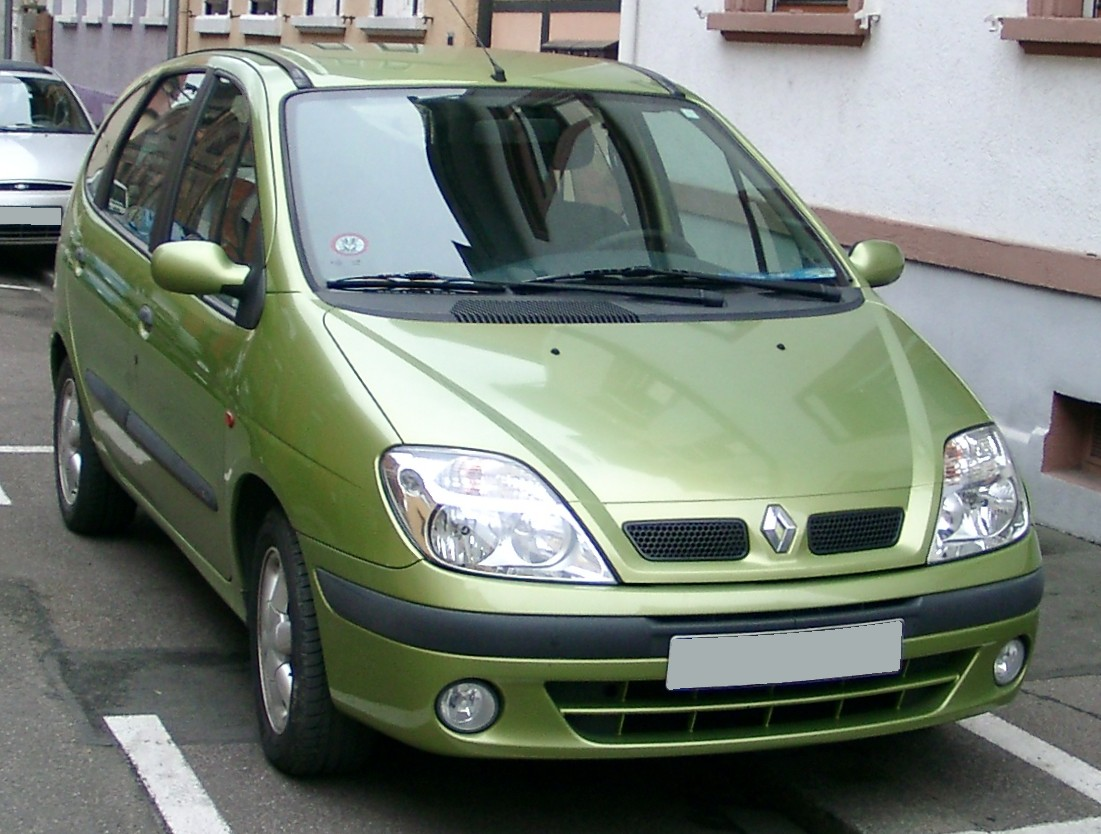
Renault Scenic I phase 2

### Motoren
Gegevens van de basismodellen:

#### Benzine
| Mégane Scénic / Scénic | Mégane Scénic / Scénic | Mégane Scénic / Scénic | Mégane Scénic / Scénic | Mégane Scénic / Scénic | Mégane Scénic / Scénic | Mégane Scénic / Scénic | Mégane Scénic / Scénic | Mégane Scénic / Scénic |
| Type                   | Motor                  | Motor                  | Motor                  | Vermogen               | Koppel                 | 0–100 km/h             | Topsnelheid            | Jaartal                |
| Type                   | Inhoud                 | Cilinders              | Kleppen                | Vermogen               | Koppel                 | 0–100 km/h             | Topsnelheid            | Jaartal                |
| ---------------------- | ---------------------- | ---------------------- | ---------------------- | ---------------------- | ---------------------- | ---------------------- | ---------------------- | ---------------------- |
| 1.4e                   | 1.390 cm³              | 4-in-lijn              | 8V                     | 75 pk bij 6000 tpm     | 107 Nm bij 4000 tpm    | 16,2 s                 | 160 km/h               | 1996 - 1999            |
| 1.6e                   | 1.598 cm³              | 4-in-lijn              | 8V                     | 90 pk bij 5000 tpm     | 137 Nm bij 4000 tpm    | 13,7 s                 | 170 km/h               | 1996 - 1999            |
| 1.4 16V                | 1.390 cm³              | 4-in-lijn              | 16V                    | 95 pk bij 6000 tpm     | 127 Nm bij 3750 tpm    | 12,9 s                 | 173 km/h               | 1999 - 2003            |
| 1.6 16V                | 1.598 cm³              | 4-in-lijn              | 16V                    | 103 pk bij 5750 tpm    | 148 Nm bij 3750 tpm    | 11,2 s                 | 182 km/h               | 1999 - 1999            |
| 1.6 16V                | 1.598 cm³              | 4-in-lijn              | 16V                    | 107 pk bij 5750 tpm    | 148 Nm bij 3750 tpm    | 11,2 s                 | 185 km/h               | 1999 - 2003            |
| 2.0                    | 1.998 cm³              | 4-in-lijn              | 8V                     | 115 pk bij 5400 tpm    | 168 Nm bij 4250 tpm    | 11,1 s                 | 185 km/h               | 1996 - 1999            |
| 1.8 16V                | 1.783 cm³              | 4-in-lijn              | 16V                    | 115 pk bij 5750 tpm    | 164 Nm bij 3750 tpm    | 10,9 s                 | 189 km/h               | 2000 - 2003            |
| 2.0 16V                | 1.998 cm³              | 4-in-lijn              | 16V                    | 140 pk bij 5500 tpm    | 189 Nm bij 3750 tpm    | 10,2 s                 | 196 km/h               | 1999 - 2003            |

| Scénic RX4 | Scénic RX4 | Scénic RX4 | Scénic RX4 | Scénic RX4          | Scénic RX4          | Scénic RX4 | Scénic RX4  | Scénic RX4  |
| Type       | Motor      | Motor      | Motor      | Vermogen            | Koppel              | 0–100 km/h | Topsnelheid | Jaartal     |
| Type       | Inhoud     | Cilinders  | Kleppen    | Vermogen            | Koppel              | 0–100 km/h | Topsnelheid | Jaartal     |
| ---------- | ---------- | ---------- | ---------- | ------------------- | ------------------- | ---------- | ----------- | ----------- |
| 2.0 16V    | 1.998 cm³  | 4-in-lijn  | 16V        | 140 pk bij 5500 tpm | 189 Nm bij 3750 tpm | 11,9 s     | 180 km/h    | 2000 - 2003 |

#### Diesel
| Mégane Scénic / Scénic | Mégane Scénic / Scénic | Mégane Scénic / Scénic | Mégane Scénic / Scénic | Mégane Scénic / Scénic | Mégane Scénic / Scénic | Mégane Scénic / Scénic | Mégane Scénic / Scénic | Mégane Scénic / Scénic |
| Type                   | Motor                  | Motor                  | Motor                  | Vermogen               | Koppel                 | 0–100 km/h             | Topsnelheid            | Jaartal                |
| Type                   | Inhoud                 | Cilinders              | Kleppen                | Vermogen               | Koppel                 | 0–100 km/h             | Topsnelheid            | Jaartal                |
| ---------------------- | ---------------------- | ---------------------- | ---------------------- | ---------------------- | ---------------------- | ---------------------- | ---------------------- | ---------------------- |
| 1.9D                   | 1.870 cm³              | 4-in-lijn              | 8V                     | 65 pk bij 4500 tpm     | 120 Nm bij 2250 tpm    | 18,9 s                 | 152 km/h               | 1998 - 2001            |
| 1.9dT                  | 1.870 cm³              | 4-in-lijn              | 8V                     | 95 pk bij 4250 tpm     | 176 Nm bij 2250 tpm    | 12,9 s                 | 174 km/h               | 1996 - 1997            |
| 1.9dTi                 | 1.870 cm³              | 4-in-lijn              | 8V                     | 100 pk bij 4000 tpm    | 200 Nm bij 2000 tpm    | 12,7 s                 | 173 km/h               | 1997 - 2001            |
| 1.9dTi 80 pk           | 1.870 cm³              | 4-in-lijn              | 8V                     | 80 pk bij 4000 tpm     | 160 Nm bij 2000 tpm    | 15,7 s                 | 162 km/h               | 2000 - 2002            |
| 1.9dCi                 | 1.870 cm³              | 4-in-lijn              | 8V                     | 105 pk bij 4000 tpm    | 200 Nm bij 1500 tpm    | 12,8 s                 | 173 km/h               | 2000 - 2002            |

| Scénic RX4 | Scénic RX4 | Scénic RX4 | Scénic RX4 | Scénic RX4          | Scénic RX4          | Scénic RX4 | Scénic RX4  | Scénic RX4  |
| Type       | Motor      | Motor      | Motor      | Vermogen            | Koppel              | 0–100 km/h | Topsnelheid | Jaartal     |
| Type       | Inhoud     | Cilinders  | Kleppen    | Vermogen            | Koppel              | 0–100 km/h | Topsnelheid | Jaartal     |
| ---------- | ---------- | ---------- | ---------- | ------------------- | ------------------- | ---------- | ----------- | ----------- |
| 1.9dCi     | 1.870 cm³  | 4-in-lijn  | 8V         | 105 pk bij 4000 tpm | 200 Nm bij 1500 tpm | 14,8 s     | 160 km/h    | 2000 - 2003 |

## Tweede generatie

### Motoren
Gegevens van de basismodellen:

#### Benzine
| Scénic        | Scénic    | Scénic    | Scénic  | Scénic              | Scénic              | Scénic     | Scénic      | Scénic      |
| Type          | Motor     | Motor     | Motor   | Vermogen            | Koppel              | 0–100 km/h | Topsnelheid | Jaartal     |
| Type          | Inhoud    | Cilinders | Kleppen | Vermogen            | Koppel              | 0–100 km/h | Topsnelheid | Jaartal     |
| ------------- | --------- | --------- | ------- | ------------------- | ------------------- | ---------- | ----------- | ----------- |
| 1.4 16V       | 1.390 cm³ | 4-in-lijn | 16V     | 98 pk bij 6000 tpm  | 127 Nm bij 3750 tpm | 14,3 s     | 174 km/h    | 2003 - 2006 |
| 1.4 16V       | 1.390 cm³ | 4-in-lijn | 16V     | 100 pk bij 6000 tpm | 127 Nm bij 3750 tpm | 14,3 s     | 174 km/h    | 2006 - 2008 |
| 1.6 16V       | 1.598 cm³ | 4-in-lijn | 16V     | 115 pk bij 6000 tpm | 152 Nm bij 4200 tpm | 12,5 s     | 185 km/h    | 2003 - 2006 |
| 1.6 16V       | 1.598 cm³ | 4-in-lijn | 16V     | 110 pk bij 6000 tpm | 151 Nm bij 4200 tpm | 11,8 s     | 180 km/h    | 2006 - 2009 |
| 2.0 16V       | 1.998 cm³ | 4-in-lijn | 16V     | 136 pk bij 5500 tpm | 191 Nm bij 3750 tpm | 10,3 s     | 195 km/h    | 2003 - 2009 |
| 2.0 16V T 165 | 1.998 cm³ | 4-in-lijn | 16V     | 163 pk bij 5000 tpm | 270 Nm bij 3250 tpm | 8,6 s      | 206 km/h    | 2004 - 2009 |

| Grand Scénic  | Grand Scénic | Grand Scénic | Grand Scénic | Grand Scénic        | Grand Scénic        | Grand Scénic | Grand Scénic | Grand Scénic |
| Type          | Motor        | Motor        | Motor        | Vermogen            | Koppel              | 0–100 km/h   | Topsnelheid  | Jaartal      |
| Type          | Inhoud       | Cilinders    | Kleppen      | Vermogen            | Koppel              | 0–100 km/h   | Topsnelheid  | Jaartal      |
| ------------- | ------------ | ------------ | ------------ | ------------------- | ------------------- | ------------ | ------------ | ------------ |
| 1.6 16V       | 1.598 cm³    | 4-in-lijn    | 16V          | 115 pk bij 6000 tpm | 152 Nm bij 4200 tpm | 12,9 s       | 185 km/h     | 2003 - 2006  |
| 1.6 16V       | 1.598 cm³    | 4-in-lijn    | 16V          | 110 pk bij 6000 tpm | 151 Nm bij 4200 tpm | 12,1 s       | 180 km/h     | 2006 - 2009  |
| 2.0 16V       | 1.998 cm³    | 4-in-lijn    | 16V          | 136 pk bij 5500 tpm | 191 Nm bij 3750 tpm | 10,9 s       | 195 km/h     | 2003 - 2009  |
| 2.0 16V T 165 | 1.998 cm³    | 4-in-lijn    | 16V          | 163 pk bij 5000 tpm | 270 Nm bij 3250 tpm | 9,6 s        | 206 km/h     | 2004 - 2009  |

#### Diesel
| Scénic      | Scénic    | Scénic    | Scénic  | Scénic              | Scénic              | Scénic     | Scénic      | Scénic      |
| Type        | Motor     | Motor     | Motor   | Vermogen            | Koppel              | 0–100 km/h | Topsnelheid | Jaartal     |
| Type        | Inhoud    | Cilinders | Kleppen | Vermogen            | Koppel              | 0–100 km/h | Topsnelheid | Jaartal     |
| ----------- | --------- | --------- | ------- | ------------------- | ------------------- | ---------- | ----------- | ----------- |
| 1.5 dCi 80  | 1.461 cm³ | 4-in-lijn | 8v      | 80 pk bij 4000 tpm  | 185 Nm bij 2000 tpm | 15,7 s     | 165 km/h    | 2003 - 2005 |
| 1.5 dCi 85  | 1.461 cm³ | 4-in-lijn | 8v      | 85 pk bij 3750 tpm  | 200 Nm bij 1900 tpm | 14,6 s     | 168 km/h    | 2005 - 2009 |
| 1.5 dCi 100 | 1.461 cm³ | 4-in-lijn | 8v      | 100 pk bij 4000 tpm | 200 Nm bij 2000 tpm | 14,1 s     | 172 km/h    | 2004 - 2005 |
| 1.5 dCi 105 | 1.461 cm³ | 4-in-lijn | 8v      | 105 pk bij 4000 tpm | 240 Nm bij 2000 tpm | 12,4 s     | 178 km/h    | 2005 - 2009 |
| 1.9 dCi 120 | 1.870 cm³ | 4-in-lijn | 8v      | 120 pk bij 4000 tpm | 300 Nm bij 2000 tpm | 12,1 s     | 188 km/h    | 2003 - 2005 |
| 1.9 dCi 130 | 1.870 cm³ | 4-in-lijn | 8v      | 130 pk bij 4000 tpm | 300 Nm bij 2000 tpm | 9,6 s      | 192 km/h    | 2005 - 2009 |
| 2.0 dCi 150 | 1.995 cm³ | 4-in-lijn | 16v     | 150 pk bij 4000 tpm | 340 Nm bij 2000 tpm | 9,4 s      | 204 km/h    | 2006 - 2009 |

| Grand Scénic | Grand Scénic | Grand Scénic | Grand Scénic | Grand Scénic        | Grand Scénic        | Grand Scénic | Grand Scénic | Grand Scénic |
| Type         | Motor        | Motor        | Motor        | Vermogen            | Koppel              | 0–100 km/h   | Topsnelheid  | Jaartal      |
| Type         | Inhoud       | Cilinders    | Kleppen      | Vermogen            | Koppel              | 0–100 km/h   | Topsnelheid  | Jaartal      |
| ------------ | ------------ | ------------ | ------------ | ------------------- | ------------------- | ------------ | ------------ | ------------ |
| 1.5 dCi 100  | 1.461 cm³    | 4-in-lijn    | 8v           | 100 pk bij 4000 tpm | 200 Nm bij 2000 tpm | 14,3 s       | 172 km/h     | 2004 - 2005  |
| 1.5 dCi 105  | 1.461 cm³    | 4-in-lijn    | 8v           | 105 pk bij 4000 tpm | 240 Nm bij 2000 tpm | 12,9 s       | 178 km/h     | 2005 - 2009  |
| 1.9 dCi 120  | 1.870 cm³    | 4-in-lijn    | 8v           | 120 pk bij 4000 tpm | 300 Nm bij 2000 tpm | 12,7 s       | 188 km/h     | 2004 - 2005  |
| 1.9 dCi 130  | 1.870 cm³    | 4-in-lijn    | 8v           | 130 pk bij 4000 tpm | 300 Nm bij 2000 tpm | 10,0 s       | 192 km/h     | 2005 - 2009  |
| 2.0 dCi 150  | 1.995 cm³    | 4-in-lijn    | 16v          | 150 pk bij 4000 tpm | 340 Nm bij 2000 tpm | 9,8 s        | 204 km/h     | 2006 - 2009  |

## Derde generatie

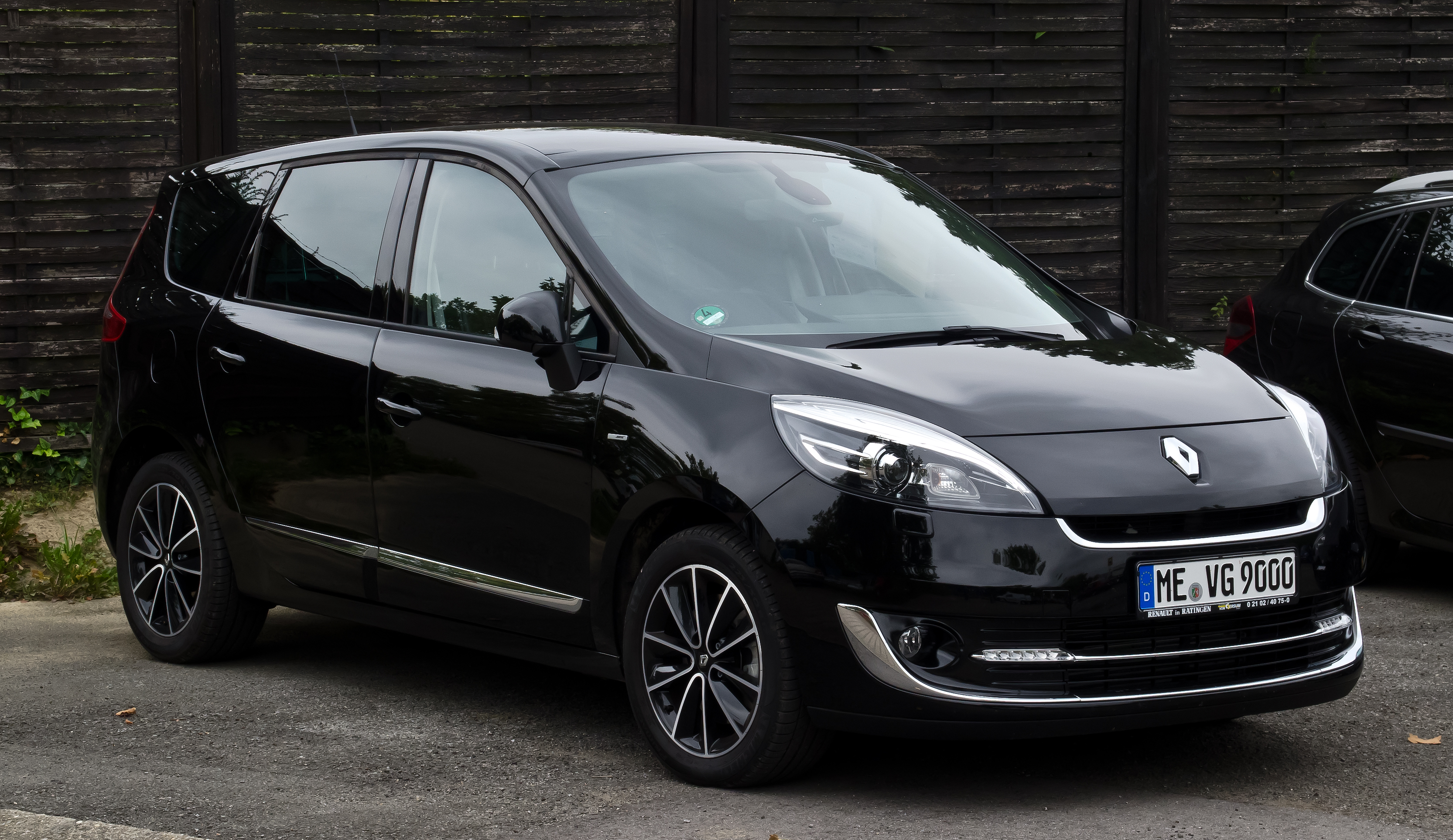
Renault Scenic III phase 2

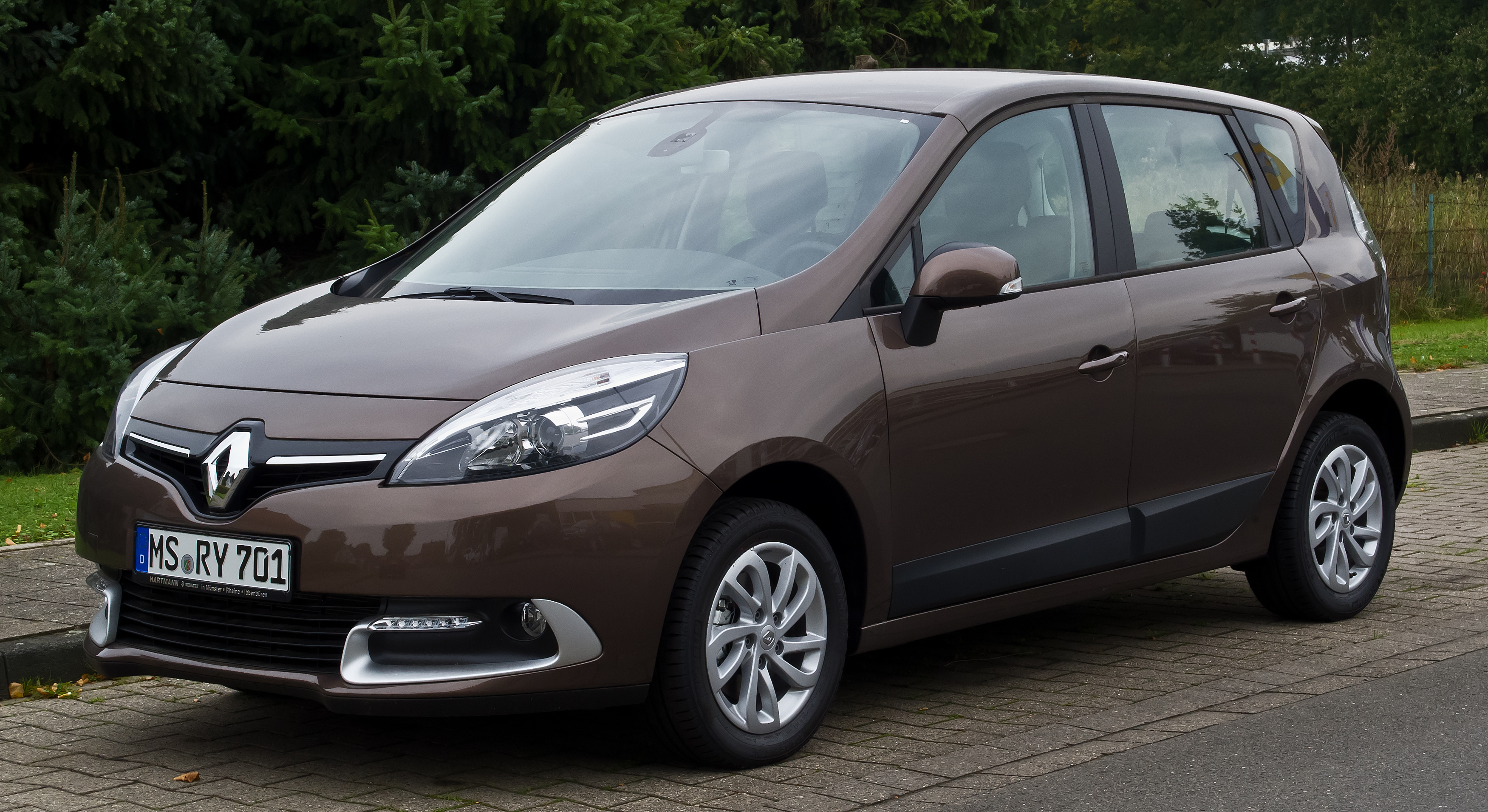
Renault Scenic III phase 3

### Motoren
Gegevens van de basismodellen:

#### Benzine
| Scénic  | Scénic    | Scénic    | Scénic  | Scénic              | Scénic              | Scénic     | Scénic      | Scénic      |
| Type    | Motor     | Motor     | Motor   | Vermogen            | Koppel              | 0–100 km/h | Topsnelheid | Jaartal     |
| Type    | Inhoud    | Cilinders | Kleppen | Vermogen            | Koppel              | 0–100 km/h | Topsnelheid | Jaartal     |
| ------- | --------- | --------- | ------- | ------------------- | ------------------- | ---------- | ----------- | ----------- |
| 1.6 16V | 1.598 cm³ | 4-in-lijn | 16V     | 110 pk bij 6000 tpm | 151 Nm bij 4250 tpm | 11,7 s     | 185 km/h    | 2009 - 2012 |
| TCe 115 | 1.197 cm³ | 4-in-lijn | 16V     | 115 pk bij 4500 tpm | 190 Nm bij 2000 tpm | 11,7 s     | 185 km/h    | 2012 - 2016 |
| TCe 130 | 1.397 cm³ | 4-in-lijn | 16V     | 130 pk bij 5500 tpm | 190 Nm bij 2250 tpm | 10,5 s     | 190 km/h    | 2009 - 2016 |
| 2.0 16V | 1.998 cm³ | 4-in-lijn | 16V     | 140 pk bij 6000 tpm | 195 Nm bij 3750 tpm | 10,6 s     | 190 km/h    | 2009 - 2015 |

| Scénic Xmod | Scénic Xmod | Scénic Xmod | Scénic Xmod | Scénic Xmod         | Scénic Xmod         | Scénic Xmod | Scénic Xmod | Scénic Xmod |
| Type        | Motor       | Motor       | Motor       | Vermogen            | Koppel              | 0–100 km/h  | Topsnelheid | Jaartal     |
| Type        | Inhoud      | Cilinders   | Kleppen     | Vermogen            | Koppel              | 0–100 km/h  | Topsnelheid | Jaartal     |
| ----------- | ----------- | ----------- | ----------- | ------------------- | ------------------- | ----------- | ----------- | ----------- |
| TCe 115     | 1.197 cm³   | 4-in-lijn   | 16V         | 115 pk bij 4500 tpm | 190 Nm bij 2000 tpm | 11,7 s      | 180 km/h    | 2013 - 2015 |
| TCe 130     | 1.397 cm³   | 4-in-lijn   | 16V         | 130 pk bij 5500 tpm | 190 Nm bij 2250 tpm | 11,4 s      | 190 km/h    | 2013 - 2015 |

| Grand Scénic | Grand Scénic | Grand Scénic | Grand Scénic | Grand Scénic        | Grand Scénic        | Grand Scénic | Grand Scénic | Grand Scénic  |
| Type         | Motor        | Motor        | Motor        | Vermogen            | Koppel              | 0–100 km/h   | Topsnelheid  | Jaartal       |
| Type         | Inhoud       | Cilinders    | Kleppen      | Vermogen            | Koppel              | 0–100 km/h   | Topsnelheid  | Jaartal       |
| ------------ | ------------ | ------------ | ------------ | ------------------- | ------------------- | ------------ | ------------ | ------------- |
| 1.6 16V      | 1.598 cm³    | 4-in-lijn    | 16V          | 110 pk bij 6000 tpm | 151 Nm bij 4250 tpm | 12,0 s       | 185 km/h     | 2009 - 2012 x |
| TCe 115      | 1.197 cm³    | 4-in-lijn    | 16V          | 115 pk bij 4500 tpm | 190 Nm bij 2000 tpm | 11,9 s       | 185 km/h     | 2012 - 2016   |
| TCe 130      | 1.397 cm³    | 4-in-lijn    | 16V          | 130 pk bij 5500 tpm | 190 Nm bij 2250 tpm | 10,7 s       | 190 km/h     | 2009 - 2016 x |
| 2.0 16V      | 1.998 cm³    | 4-in-lijn    | 16V          | 140 pk bij 6000 tpm | 195 Nm bij 3750 tpm | 10,8 s       | 190 km/h     | 2009 - 2015 x |

#### E85
| Scénic      | Scénic    | Scénic    | Scénic  | Scénic              | Scénic              | Scénic     | Scénic      | Scénic      |
| Type        | Motor     | Motor     | Motor   | Vermogen            | Koppel              | 0–100 km/h | Topsnelheid | Jaartal     |
| Type        | Inhoud    | Cilinders | Kleppen | Vermogen            | Koppel              | 0–100 km/h | Topsnelheid | Jaartal     |
| ----------- | --------- | --------- | ------- | ------------------- | ------------------- | ---------- | ----------- | ----------- |
| 1.6 16V E85 | 1.598 cm³ | 4-in-lijn | 16V     | 110 pk bij 6000 tpm | 151 Nm bij 4250 tpm | 11,7 s     | 190 km/h    | 2012 - 2013 |

| Grand Scénic | Grand Scénic | Grand Scénic | Grand Scénic | Grand Scénic        | Grand Scénic        | Grand Scénic | Grand Scénic | Grand Scénic |
| Type         | Motor        | Motor        | Motor        | Vermogen            | Koppel              | 0–100 km/h   | Topsnelheid  | Jaartal      |
| Type         | Inhoud       | Cilinders    | Kleppen      | Vermogen            | Koppel              | 0–100 km/h   | Topsnelheid  | Jaartal      |
| ------------ | ------------ | ------------ | ------------ | ------------------- | ------------------- | ------------ | ------------ | ------------ |
| 1.6 16V E85  | 1.598 cm³    | 4-in-lijn    | 16V          | 110 pk bij 6000 tpm | 151 Nm bij 4250 tpm | 12,0 s       | 185 km/h     | 2012 - 2013  |

#### Diesel
| Scénic  | Scénic    | Scénic    | Scénic  | Scénic              | Scénic              | Scénic     | Scénic      | Scénic      |
| Type    | Motor     | Motor     | Motor   | Vermogen            | Koppel              | 0–100 km/h | Topsnelheid | Jaartal     |
| Type    | Inhoud    | Cilinders | Kleppen | Vermogen            | Koppel              | 0–100 km/h | Topsnelheid | Jaartal     |
| ------- | --------- | --------- | ------- | ------------------- | ------------------- | ---------- | ----------- | ----------- |
| dCi 110 | 1.461 cm³ | 4-in-lijn | 16v     | 110 pk bij 4000 tpm | 260 Nm bij 1750 tpm | 12,3 s     | 180 km/h    | 2009 - 2016 |
| dCi 110 | 1.461 cm³ | 4-in-lijn | 16v     | 110 pk bij 4000 tpm | 240 Nm bij 1750 tpm | 13,4 s     | 180 km/h    | 2012 - 2016 |
| dCi 130 | 1.870 cm³ | 4-in-lijn | 16v     | 130 pk bij 3750 tpm | 300 Nm bij 1750 tpm | 10,6 s     | 195 km/h    | 2009 - 2011 |
| dCi 130 | 1.598 cm³ | 4-in-lijn | 16v     | 130 pk bij 4000 tpm | 320 Nm bij 2000 tpm | 10,3 s     | 195 km/h    | 2011 - 2016 |
| dCi 160 | 1.995 cm³ | 4-in-lijn | 16v     | 160 pk bij 3750 tpm | 380 Nm bij 2000 tpm | 9,1 s      | 205 km/h    | 2009 - 2010 |

| Scénic Xmod | Scénic Xmod | Scénic Xmod | Scénic Xmod | Scénic Xmod         | Scénic Xmod         | Scénic Xmod | Scénic Xmod | Scénic Xmod |
| Type        | Motor       | Motor       | Motor       | Vermogen            | Koppel              | 0–100 km/h  | Topsnelheid | Jaartal     |
| Type        | Inhoud      | Cilinders   | Kleppen     | Vermogen            | Koppel              | 0–100 km/h  | Topsnelheid | Jaartal     |
| ----------- | ----------- | ----------- | ----------- | ------------------- | ------------------- | ----------- | ----------- | ----------- |
| dCi 110     | 1.461 cm³   | 4-in-lijn   | 16v         | 110 pk bij 4000 tpm | 260 Nm bij 1750 tpm | 12,5 s      | 180 km/h    | 2013 - 2015 |
| dCi 110     | 1.461 cm³   | 4-in-lijn   | 16v         | 110 pk bij 4000 tpm | 240 Nm bij 1750 tpm | 13,4 s      | 180 km/h    | 2013 - 2015 |
| dCi 130     | 1.598 cm³   | 4-in-lijn   | 16v         | 130 pk bij 4000 tpm | 320 Nm bij 2000 tpm | 10,3 s      | 195 km/h    | 2013 - 2015 |

| Grand Scénic | Grand Scénic | Grand Scénic | Grand Scénic | Grand Scénic        | Grand Scénic        | Grand Scénic | Grand Scénic | Grand Scénic |
| Type         | Motor        | Motor        | Motor        | Vermogen            | Koppel              | 0–100 km/h   | Topsnelheid  | Jaartal      |
| Type         | Inhoud       | Cilinders    | Kleppen      | Vermogen            | Koppel              | 0–100 km/h   | Topsnelheid  | Jaartal      |
| ------------ | ------------ | ------------ | ------------ | ------------------- | ------------------- | ------------ | ------------ | ------------ |
| dCi 110      | 1.461 cm³    | 4-in-lijn    | 16v          | 110 pk bij 4000 tpm | 260 Nm bij 1750 tpm | 12,3 s       | 180 km/h     | 2009 - 2016  |
| dCi 110      | 1.461 cm³    | 4-in-lijn    | 16v          | 110 pk bij 4000 tpm | 240 Nm bij 1750 tpm | 13,6 s       | 180 km/h     | 2012 - 2016  |
| dCi 130      | 1.870 cm³    | 4-in-lijn    | 16v          | 130 pk bij 3750 tpm | 300 Nm bij 1750 tpm | 10,9 s       | 195 km/h     | 2009 - 2011  |
| dCi 130      | 1.598 cm³    | 4-in-lijn    | 16v          | 130 pk bij 4000 tpm | 320 Nm bij 2000 tpm | 10,6 s       | 195 km/h     | 2011 - 2016  |
| dCi 160      | 1.995 cm³    | 4-in-lijn    | 16v          | 160 pk bij 3750 tpm | 380 Nm bij 2000 tpm | 9,3 s        | 205 km/h     | 2009 - 2010  |

## Vierde generatie

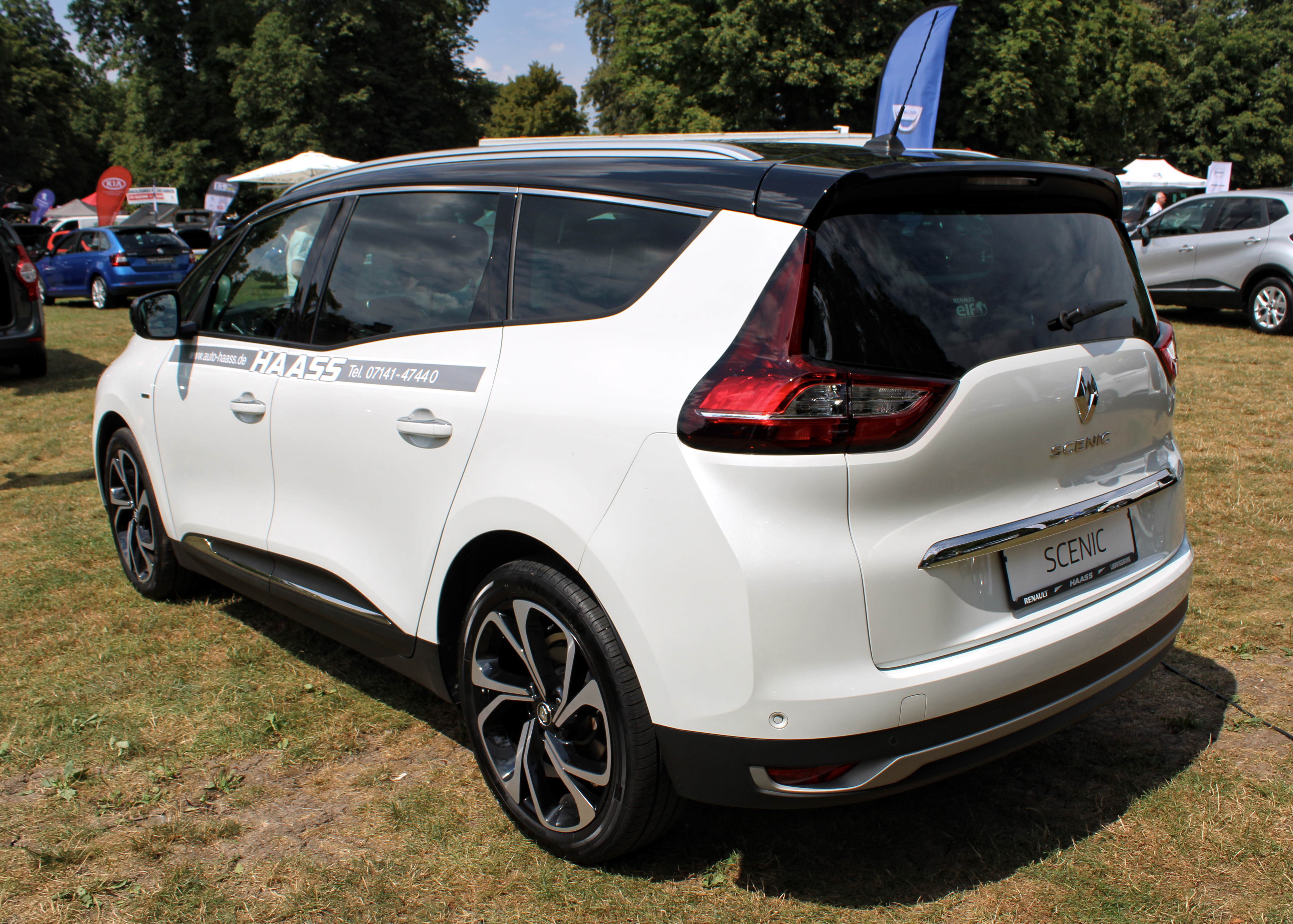
Renault Grand Scenic IV

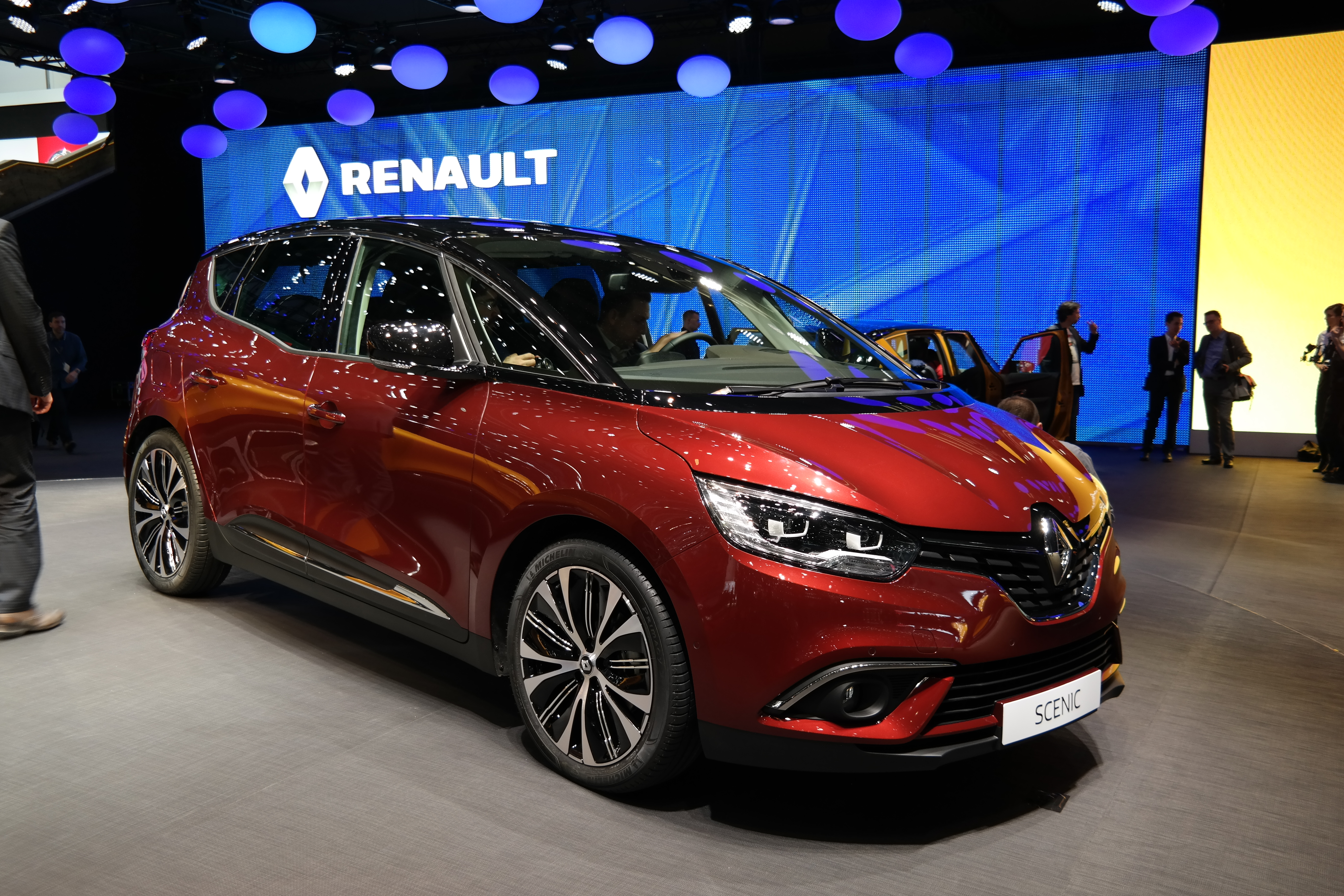
Renault Scenic IV

### Motoren
Gegevens van de basismodellen:

#### Benzine
| Scénic      | Scénic    | Scénic    | Scénic  | Scénic              | Scénic              | Scénic                        | Scénic       | Scénic         | Scénic      |
| Type        | Motor     | Motor     | Motor   | Vermogen            | Koppel              | Transmissie                   | 0–100 km/h   | Topsnelheid    | Jaartal     |
| Type        | Inhoud    | Cilinders | Kleppen | Vermogen            | Koppel              | Transmissie                   | 0–100 km/h   | Topsnelheid    | Jaartal     |
| ----------- | --------- | --------- | ------- | ------------------- | ------------------- | ----------------------------- | ------------ | -------------- | ----------- |
| TCe 115     | 1.198 cm³ | 4-in-lijn | 16V     | 115 pk bij 4500 tpm | 190 Nm bij 2000 tpm | handgeschakelde 6-bak         | 12,3 s       | 185 km/h       | 2016 - 2018 |
| TCe 115 GPF | 1.330 cm³ | 4-in-lijn | 16V     | 115 pk bij 5500 tpm | 220 Nm bij 1500 tpm | handgeschakelde 6-bak         | 11,3 s       | 182 km/h       | 2018 - 2021 |
| TCe 130     | 1.198 cm³ | 4-in-lijn | 16V     | 130 pk bij 5500 tpm | 205 Nm bij 2000 tpm | handgeschakelde 6-bak         | 11,4 s       | 195 km/h       | 2016 - 2018 |
| TCe 140 GPF | 1.330 cm³ | 4-in-lijn | 16V     | 140 pk bij 5000 tpm | 240 Nm bij 1600 tpm | handgeschakelde 6-bak / 7-EDC | 10,1 / 10,2s | 195 / 195 km/h | 2018 - 2021 |
| TCe 140 GPF | 1.333 cm³ | 4-in-lijn | 16V     | 140 pk bij 4500 tpm | 260 Nm bij 1750 tpm | handgeschakelde 6-bak / 7-EDC | 10,2 / 9,7 s | 195 / 195 km/h | 2021 - 2021 |
| TCe 160 GPF | 1.330 cm³ | 4-in-lijn | 16V     | 160 pk bij 5500 tpm | 270 Nm bij 1800 tpm | 7-EDC                         | 9,1 s        | 200 km/h       | 2018 - 2021 |
| TCe 160 GPF | 1.333 cm³ | 4-in-lijn | 16V     | 158 pk bij 5000 tpm | 270 Nm bij 1800 tpm | 7-EDC                         | 9,5 s        | 200 km/h       | 2021 - 2021 |

| Grand Scénic | Grand Scénic | Grand Scénic | Grand Scénic | Grand Scénic        | Grand Scénic        | Grand Scénic                  | Grand Scénic  | Grand Scénic   | Grand Scénic |
| Type         | Motor        | Motor        | Motor        | Vermogen            | Koppel              | Transmissie                   | 0–100 km/h    | Topsnelheid    | Jaartal      |
| Type         | Inhoud       | Cilinders    | Kleppen      | Vermogen            | Koppel              | Transmissie                   | 0–100 km/h    | Topsnelheid    | Jaartal      |
| ------------ | ------------ | ------------ | ------------ | ------------------- | ------------------- | ----------------------------- | ------------- | -------------- | ------------ |
| TCe 115      | 1.198 cm³    | 4-in-lijn    | 16V          | 115 pk bij 4500 tpm | 190 Nm bij 2000 tpm | handgeschakelde 6-bak         | 12,3 s        | 185 km/h       | 2016 - 2018  |
| TCe 115 GPF  | 1.330 cm³    | 4-in-lijn    | 16V          | 115 pk bij 5500 tpm | 220 Nm bij 1500 tpm | handgeschakelde 6-bak         | 11,5 s        | 179 km/h       | 2018 - 2022  |
| TCe 130      | 1.198 cm³    | 4-in-lijn    | 16V          | 130 pk bij 5500 tpm | 205 Nm bij 2000 tpm | handgeschakelde 6-bak         | 11,4 s        | 195 km/h       | 2016 - 2018  |
| TCe 140 GPF  | 1.330 cm³    | 4-in-lijn    | 16V          | 140 pk bij 5000 tpm | 240 Nm bij 1600 tpm | handgeschakelde 6-bak / 7-EDC | 10,1 / 10,4 s | 192 / 192 km/h | 2018 - 2021  |
| TCe 140 GPF  | 1.333 cm³    | 4-in-lijn    | 16V          | 140 pk bij 4500 tpm | 260 Nm bij 1750 tpm | handgeschakelde 6-bak / 7-EDC | 10,4 / 10,0 s | 193 / 193 km/h | 2021 - 2023  |
| TCe 160 GPF  | 1.330 cm³    | 4-in-lijn    | 16V          | 160 pk bij 5500 tpm | 270 Nm bij 1800 tpm | 7-EDC                         | 9,2 s         | 197 km/h       | 2018 - 2021  |
| TCe 160 GPF  | 1.333 cm³    | 4-in-lijn    | 16V          | 158 pk bij 5500 tpm | 270 Nm bij 1800 tpm | 7-EDC                         | 9,7 s         | 200 km/h       | 2021 - 2023  |

#### Diesel
| Scénic                | Scénic    | Scénic    | Scénic  | Scénic              | Scénic              | Scénic                        | Scénic        | Scénic         | Scénic      |
| Type                  | Motor     | Motor     | Motor   | Vermogen            | Koppel              | Transmissie                   | 0–100 km/h    | Topsnelheid    | Jaartal     |
| Type                  | Inhoud    | Cilinders | Kleppen | Vermogen            | Koppel              | Transmissie                   | 0–100 km/h    | Topsnelheid    | Jaartal     |
| --------------------- | --------- | --------- | ------- | ------------------- | ------------------- | ----------------------------- | ------------- | -------------- | ----------- |
| dCi 110               | 1.461 cm³ | 4-in-lijn | 8v      | 110 pk bij 4000 tpm | 260 Nm bij 1750 tpm | handgeschakelde 6-bak / 7-EDC | 12,4 / 12,4 s | 184 km/h       | 2016 - 2018 |
| dCi 110 Hybrid Assist | 1.461 cm³ | 4-in-lijn | 8v      | 110 pk bij 4000 tpm | 260 Nm bij 1750 tpm | handgeschakelde 6-bak         | 12,9 s        | 184 km/h       | 2016 - 2018 |
| Blue dCi 120          | 1.749 cm³ | 4-in-lijn | 16v     | 120 pk bij 3500 tpm | 300 Nm bij 1500 tpm | handgeschakelde 6-bak / 6-EDC | 14,2 / 12,4 s | 195 / 195 km/h | 2018 - 2021 |
| dCi 130               | 1.598 cm³ | 4-in-lijn | 16v     | 130 pk bij 4000 tpm | 320 Nm bij 1750 tpm | handgeschakelde 6-bak         | 11,4 s        | 194 km/h       | 2016 - 2018 |
| dCi 160 EDC           | 1.598 cm³ | 4-in-lijn | 16v     | 160 pk bij 4000 tpm | 380 Nm bij 1750 tpm | 6-EDC                         | 10,7 s        | 208 km/h       | 2016 - 2018 |

| Grand Scénic          | Grand Scénic | Grand Scénic | Grand Scénic | Grand Scénic        | Grand Scénic        | Grand Scénic                  | Grand Scénic  | Grand Scénic   | Grand Scénic |
| Type                  | Motor        | Motor        | Motor        | Vermogen            | Koppel              | Transmissie                   | 0–100 km/h    | Topsnelheid    | Jaartal      |
| Type                  | Inhoud       | Cilinders    | Kleppen      | Vermogen            | Koppel              | Transmissie                   | 0–100 km/h    | Topsnelheid    | Jaartal      |
| --------------------- | ------------ | ------------ | ------------ | ------------------- | ------------------- | ----------------------------- | ------------- | -------------- | ------------ |
| dCi 110               | 1.461 cm³    | 4-in-lijn    | 8v           | 110 pk bij 4000 tpm | 260 Nm bij 1750 tpm | handgeschakelde 6-bak / 7-EDC | 12,4 / 12,4 s | 183 km/h       | 2016 - 2018  |
| dCi 110 Hybrid Assist | 1.461 cm³    | 4-in-lijn    | 8v           | 110 pk bij 4000 tpm | 260 Nm bij 1750 tpm | handgeschakelde 6-bak         | 12,9 s        | 183 km/h       | 2016 - 2018  |
| Blue dCi 120          | 1.749 cm³    | 4-in-lijn    | 16v          | 120 pk bij 3500 tpm | 300 Nm bij 1500 tpm | handgeschakelde 6-bak / 6-EDC | 14,5 / 12,6 s | 193 / 193 km/h | 2018 - 2021  |
| dCi 130               | 1.598 cm³    | 4-in-lijn    | 16v          | 130 pk bij 4000 tpm | 320 Nm bij 1750 tpm | handgeschakelde 6-bak         | 11,4 s        | 190 km/h       | 2016 - 2018  |
| dCi 160               | 1.598 cm³    | 4-in-lijn    | 16v          | 160 pk bij 4000 tpm | 380 Nm bij 1750 tpm | 6-EDC                         | 10,7 s        | 208 km/h       | 2016 - 2018  |

De normale variant van de Scenic was in 2021 voor het laatst te koop in Nederland. Op het moment van schrijven (april 2022) is alleen de Grand Scenic nog leverbaar, met 2 varianten benzinemotoren. Renault heeft aangekondigd om in 2022 helemaal te stoppen met de productie van de Scenic. Net als de Talisman en Espace, moet het model het veld ruimen omdat de verkopen zijn ingezakt en men zich meer wil richten op alternatieve aandrijflijnen. Tevens wil Renault op deze manier besparen op kosten, mogelijk worden hierbij zelfs fabrieken gesloten.
In productie:
5 E-Tech · 
Arkana · 
Austral · 
Captur · 
Clio · 
Espace · 
Kadjar · 
Kangoo · 
Koleos · 
Master · 
Mégane · 
Mégane E-Tech · 
Rafale · 
Scenic E-Tech · 
Symbioz · 
Symbol · 
Trafic · 
Twingo · 
Twingo Electric · 
Zoe

Uit productie:
3 · 
4 · 
5 · 
6 · 
7 · 
8 · 
9 · 
10 · 
11 · 
12 · 
14 · 
15 · 
16 · 
17 · 
18 · 
19 · 
20 · 
21 · 
25 · 
30 · 
2CV · 
4CV · 
Avantime · 
Caravelle · 
Dauphine · 
Domaine · 
Estafette ·
Express · 
Floride · 
Fluence ·
Frégate · 
Fuego · 
Juvaquatre ·
Laguna · 
Latitude · 
Modus · 
Nervastella · 
Novaquatre · 
Ondine · 
Prairie · 
Primaquatre · 
Rodeo · 
Safrane · 
Savanne · 
Scénic · 
Spider · 
Talisman · 
Thalia · 
Twizy · 
Vel Satis · 
Vivasport · 
Vivastella · 
Wind